# Josephine Skriver
Josephine Skriver-Karlsen (Copenhague, Dinamarca; 14 de abril de 1993) es una modelo danesa conocida por ser un ángel de Victoria's Secret desde 2016. 
Ha trabajado para las marcas más importantes del mundo tales como Balmain, Versace, Fendi, entre otras y ha aparecido en revistas como Vanity Fair, Elle, Harper's Bazaar y Vogue.

## Biografía
Su madre es analista de TI y su padre es biólogo marino. Sus padres son ambos homosexuales y ella y su hermano menor, Oliver, fueron concebidos a través de fecundación in vitro.

### Carrera
A la edad de 15 años, Skriver fue descubierta y se le acercó sobre su potencial como modelo mientras viajaba a Nueva York con su equipo de fútbol. Poco tiempo después, firmó con Unique Models, una agencia internacional de modelos con sede en Copenhague. Ella fue contactada por otras agencias fuera de Dinamarca, pero decidió esperar para quedarse en la escuela. Después de terminar la escuela, comenzó a seguir una carrera de modelo en 2011.
La temporada de debut de Skriver fue en el otoño/invierno de 2011, durante la cual abrió para Alberta Ferretti y cerró para Prada. Esa temporada, ella también caminó para muchos otros diseñadores prominentes, como Calvin Klein, Gucci, Dolce & Gabbana, Givenchy, Yves Saint Laurent, Valentino, Alexander McQueen, Balenciaga, DKNY y Christian Dior.

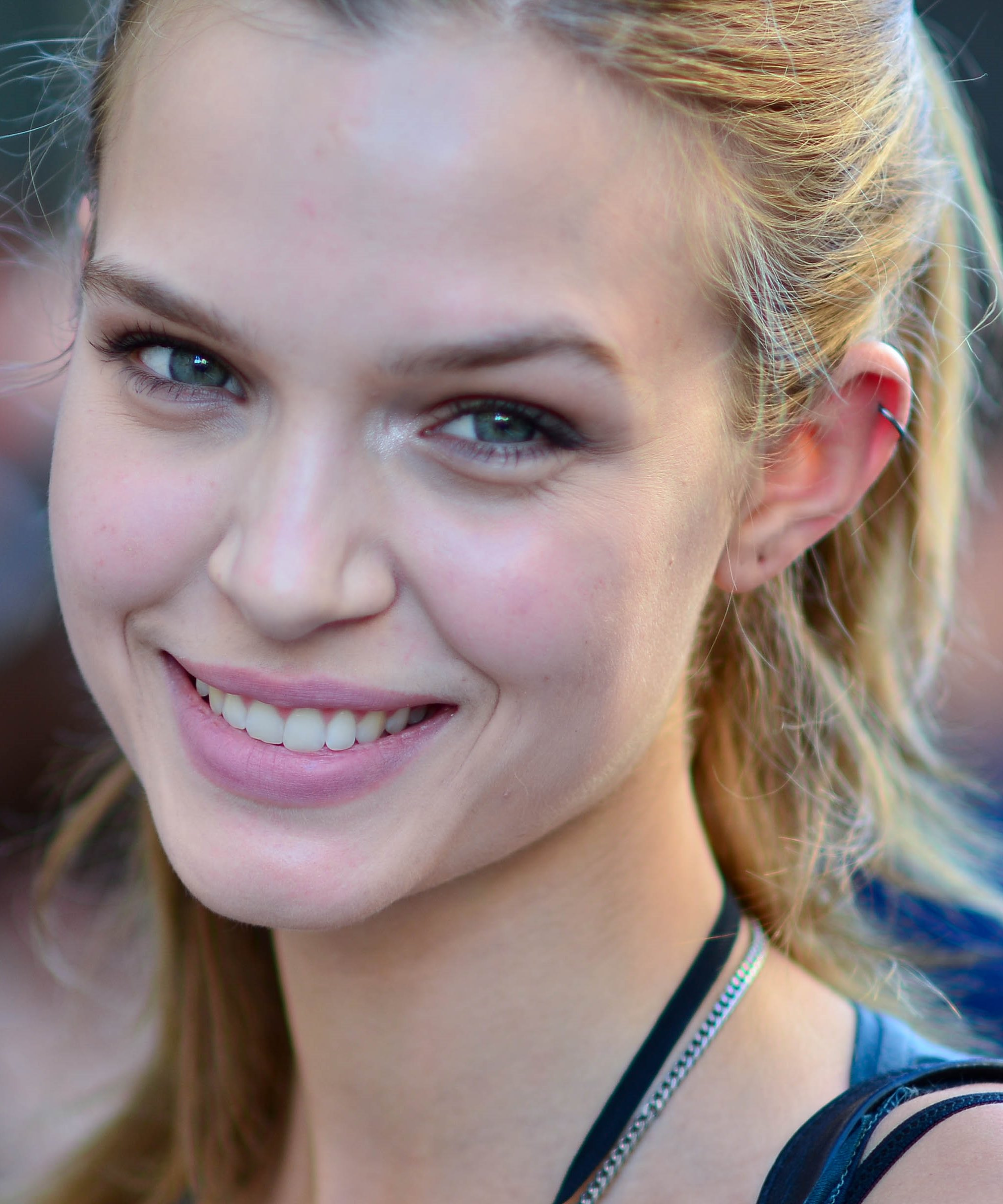
Skriver en 2013.

Desde entonces ha visitado más de 300 desfiles de moda, entre ellos Chanel, Oscar de la Renta, D&G, Donna Karan, Giorgio Armani, Marc Jacobs, Diane von Furstenberg, Michael Kors, Ralph Lauren, Versace, Tommy Hilfiger, Elie Saab, Vera Wang, Balmain, Badgley Mischka, Céline, Christopher Kane, Giambattista Valli, Louis Vuitton, Jil Sander, Nina Ricci, Rochas, Roland Mouret, Max Mara, Phillip Lim, Carolina Herrera, Mugler, Zac Posen, Cushnie et Ochs, Kenneth Cole, Victoria's Secret, IRFE, Guy Laroche, Roberto Cavalli, Emilio Pucci, Trussardi, Emporio Armani, Ports 1961, Alberta Ferretti, Dsquared2, Tom Ford, Barbara Casasola, Matthew Williamson, L'Wren Scott, Jeremy Scott, Thakoon Panichgul, Yigal Azrouël, Monique Lhuillier, Jason Wu, Lanvin, John Rocha, Temperley London, Erdem, Clements Ribeiro, Dennis Basso, Reem Acra, Ralph Rucci, Richard Chai, Akris, Valentin Yudashkin, Hussein Chalayan, Bottega Veneta, Victoria Beckham, Chloé, Alexis Mabille, Paco Rabanne, Giambattista Valli, Cacharel, John Galliano, Vanessa Bruno, Moschino, Derek Lam, Joseph Altuzarra, Richard Nicoll, Reed Krakoff, Rodarte, Doo-Ri Chung, Peter Som, Fendi, Giles, Jaeger, Azzedine Alaia, Etro, Stella McCartney y muchos más.
A lo largo de su carrera, ha realizado campañas publicitarias para marcas como H&M, Dior, Gucci, Bulgari, DKNY, Michael Kors, Balmain, MAC Cosmetics, Armani Exchange, Karen Millen, Max Mara, TOPTEN, Tommy Hilfiger, Yves Saint Laurent Beauty, Caleres, Tom Ford, Shu Uemura, Andrew Marc, G-Shock, Victoria's Secret y ella ha aparecido en la portada de editoriales de numerosas revistas como Marie Claire, Vanity Fair, V Magazine, Interview, L'Officiel , Vs., W, Allure, y las versiones italiana, alemana, rusa, china, japonesa, australiana, brasileña, española y estadounidense de la revista Vogue, así como las versiones en danés, italiano, brasileño, sueco, francés de Elle y las versiones británica, polaca, mexicana, árabe y estadounidense de Harper's Bazaar, y más. En 2017 fue la cara de la nueva fragancia de Versace lanzada ese año.
Ha trabajado con Mario Testino para Michael Kors, Steven Meisel para Vogue Italia, Tim Walker para American Vogue, Greg Kadel para la revista en alemán de Vogue, Terry Richardson para H&M y Patrick Demarchelier para Dior.
Skriver ha aparecido en catálogos y anuncios de Victoria's Secret y caminó en el desfile de modas de Victoria's Secret cada año consecutivo desde 2013. En febrero de 2016, se anunció que Skriver era oficialmente una de las ángeles contratadas de la marca.

## Vida personal

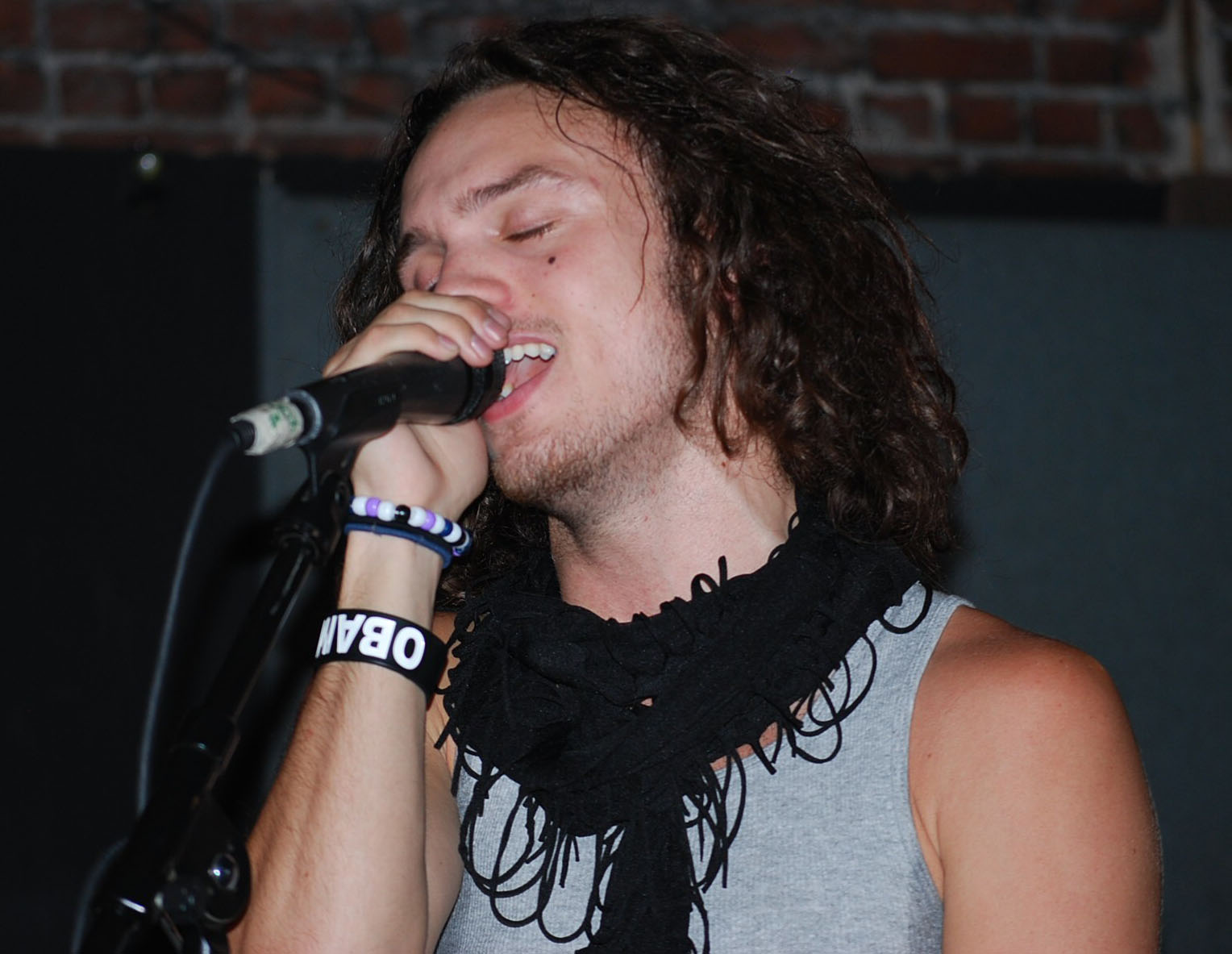
Alexander DeLeon perfomando con The Cab en concierto. Aquí en septiembre de 2008.

Comenzó a tener una relación con el cantante estadounidense Alexander DeLeon, vocalista de la banda de rock The Cab, en 2013. Se comprometieron en 2019. Su boda estaba planeada para 2020, pero debido a la pandemia por COVID-19 se tuvo que posponer. Finalmente, se casaron el 8 de abril de 2022 en una ceremonia íntima en Cabo San Lucas, México. En mayo de 2023 anunció su primer embarazo. Su hija Aurora James nació en agosto de 2023.

## Activismo por los derechos LGBT
Skriver ha hablado en numerosas ocasiones con franqueza sobre los derechos LGBT y discutió abiertamente sobre su propia educación, ya que sus padres son miembros de la comunidad LGBT. En 2015, Skriver se convirtió en embajadora de celebridades para el Family Equality Council y su programa Outspoken Generation, cuyo objetivo es crear conciencia sobre las familias LGBTQ.
Ella ha dicho que su objetivo final es que su historia «no sea tan interesante pronto, porque eso significaría que la sociedad ha aceptado que los padres LGBT sean tan tradicionales y normales como cualquier otra forma de tener una familia».